# Santa Cruz de Nogueras
Santa Cruz de Nogueras est une commune d’Espagne, dans la Comarque du Jiloca, province de Teruel, communauté autonome d'Aragon.